# Rathaus (Ząbkowice Śląskie)

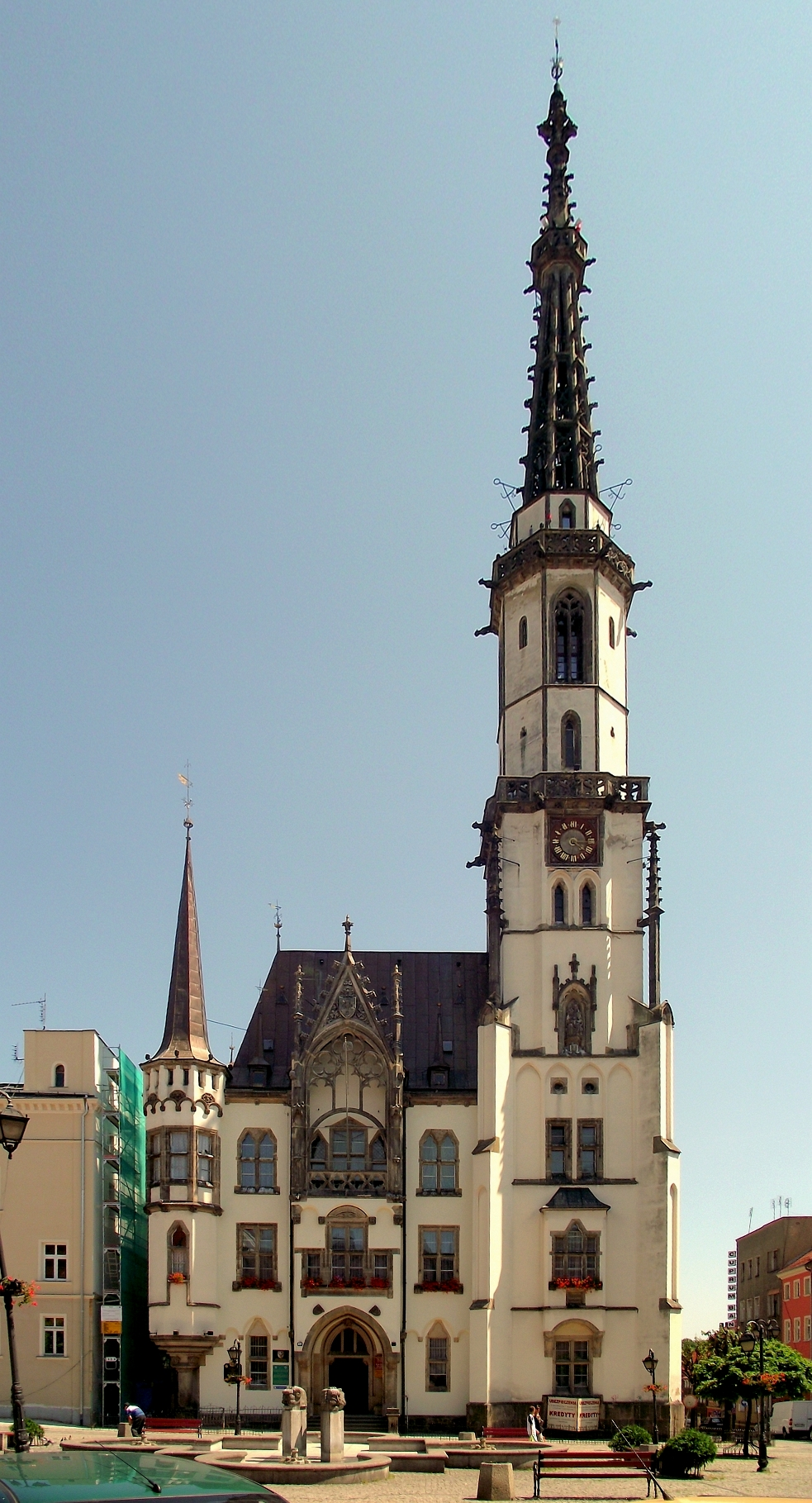
Rathaus Westfassade mit Rathausturm

Das Rathaus im schlesischen Ząbkowice Śląskie (deutsch Frankenstein) steht am Ring, dem Frankensteiner Marktplatz.

## Geschichte

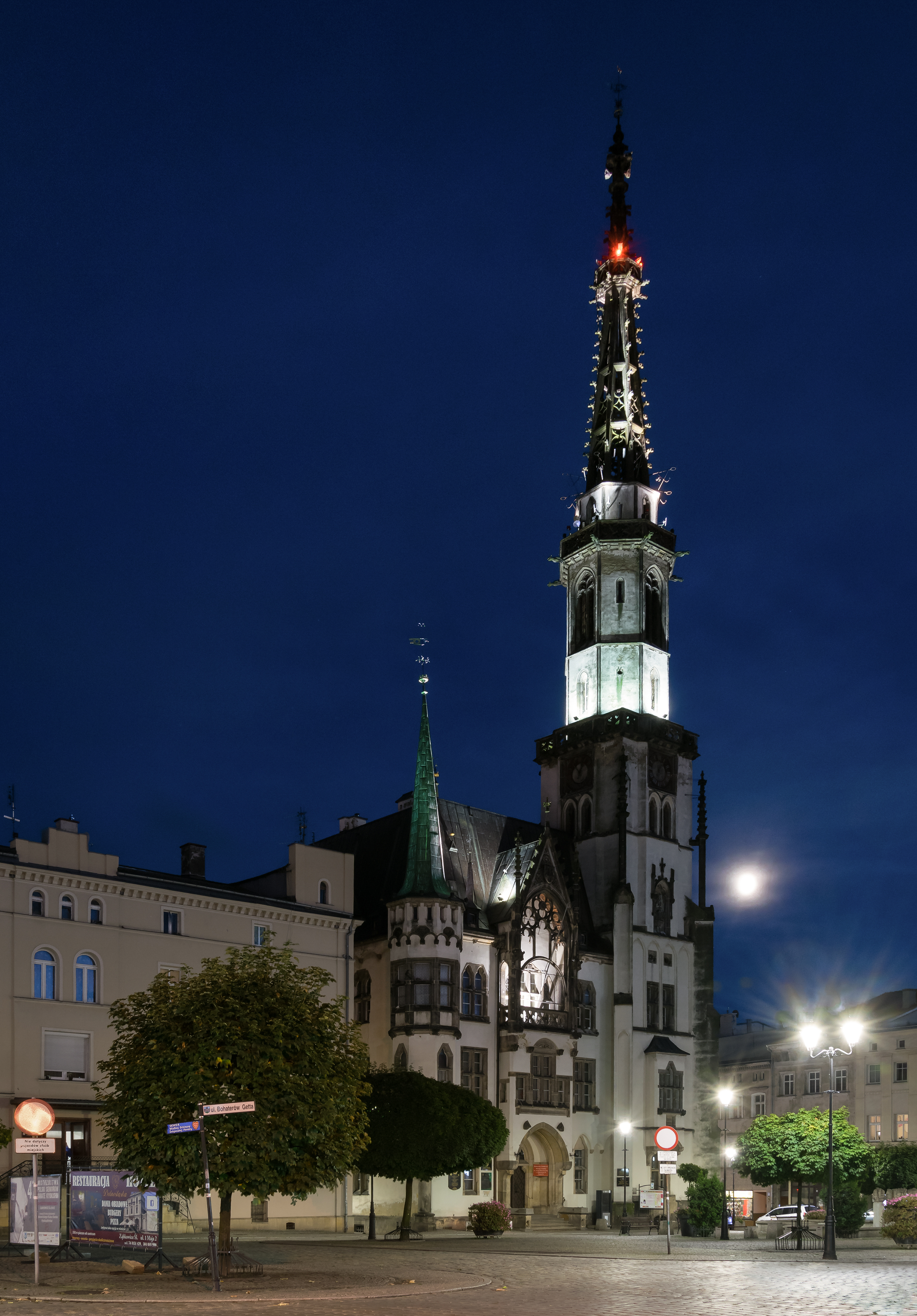
Das Rathaus bei Nacht

Ein Rathausbau in Frankenstein wurde am 1. September 1345 erstmals erwähnt. Dieser Bau wurde während der Hussitenkriege 1428 zerstört und wieder aufgebaut. Das Gebäude besaß einen Turm und beherbergte das städtische Gefängnis. Von 1532 bis 1543 entstand ein steinerner Renaissancebau für die städtische Verwaltung. Der Bau entstand durch den Glatzer Steinmetz Wenzel Toller. Das Gebäude besaß zwei Türme. Der größere wurde als Glockenturm genutzt. 1593 erhielt dieser Bau eine Sonnenuhr. Durch Kampfhandlungen während des Dreißigjährigen Kriegs wurde dieser Bau 1632 niedergebrannt.
Bis 1661 wurde das Gebäude wiederaufgebaut. Das Dach sowie der Glockenturm wurden auf 72 m Höhe erhöht und der Bau erhielt eine mechanische Uhr. Zwischen 1827 und 1828 erfolgten Sanierungsarbeiten, wobei der Keller zum Gasthaus umgebaut wurde, dem sogenannten „Schweidnitzer Keller“.
Beim großen Stadtbrand am 24. April 1858 wurde das Rathaus zerstört. Das Stadtarchiv im zweiten Stock brannte komplett aus. Am darauffolgenden Tag um zwei Uhr nachts stürzte der Rathausturm in Folge des Brandes ein. Die Überreste des Turms wurden am 4. Mai gesprengt.  
Darauf beschloss der Stadtrat von Frankenstein den Bau eines repräsentativen Neubaus und beauftragte den Breslauer Architekten Alexis Langer hierfür. Zwischen 1862 und 1864 erfolgte der Bau des Rathauses im Stil der Neogotik. Am 21. Mai 1865 erfolgte die feierliche Eröffnung des Gebäudes. 
Seit 1981 steht das Rathaus unter Denkmalschutz. Zwischen 1992 und 1996 wurde das Rathaus grundlegend saniert. Heute beherbergt das Gebäude das Standesamt und die Stadtbücherei.

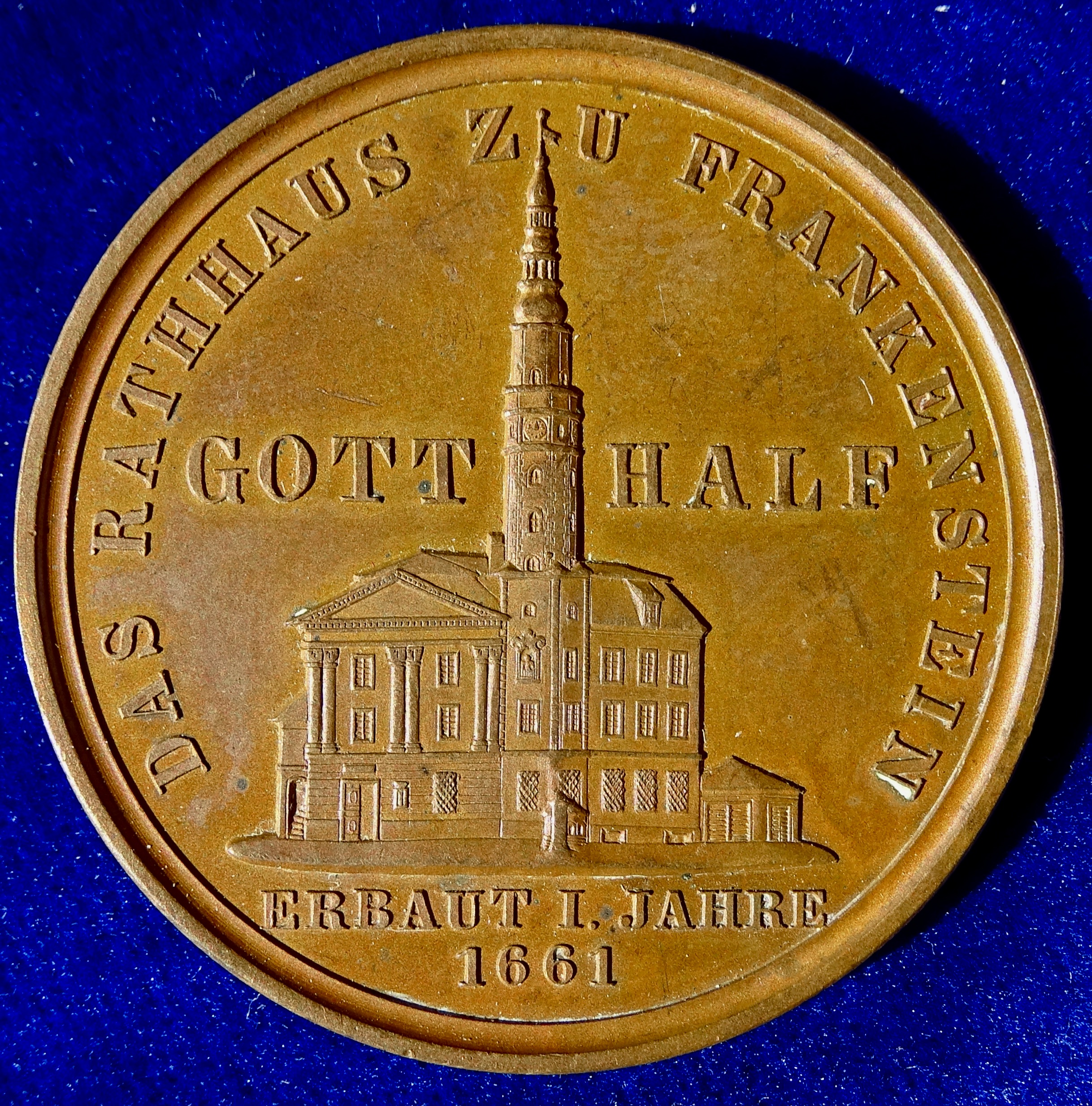
Das alte Rathaus von 1661 auf der Medaille von Gottfried Loos, Berlin. Geprägt aus dem Dachkupfer des 1858 vom Feuer zerstörten Gebäudes
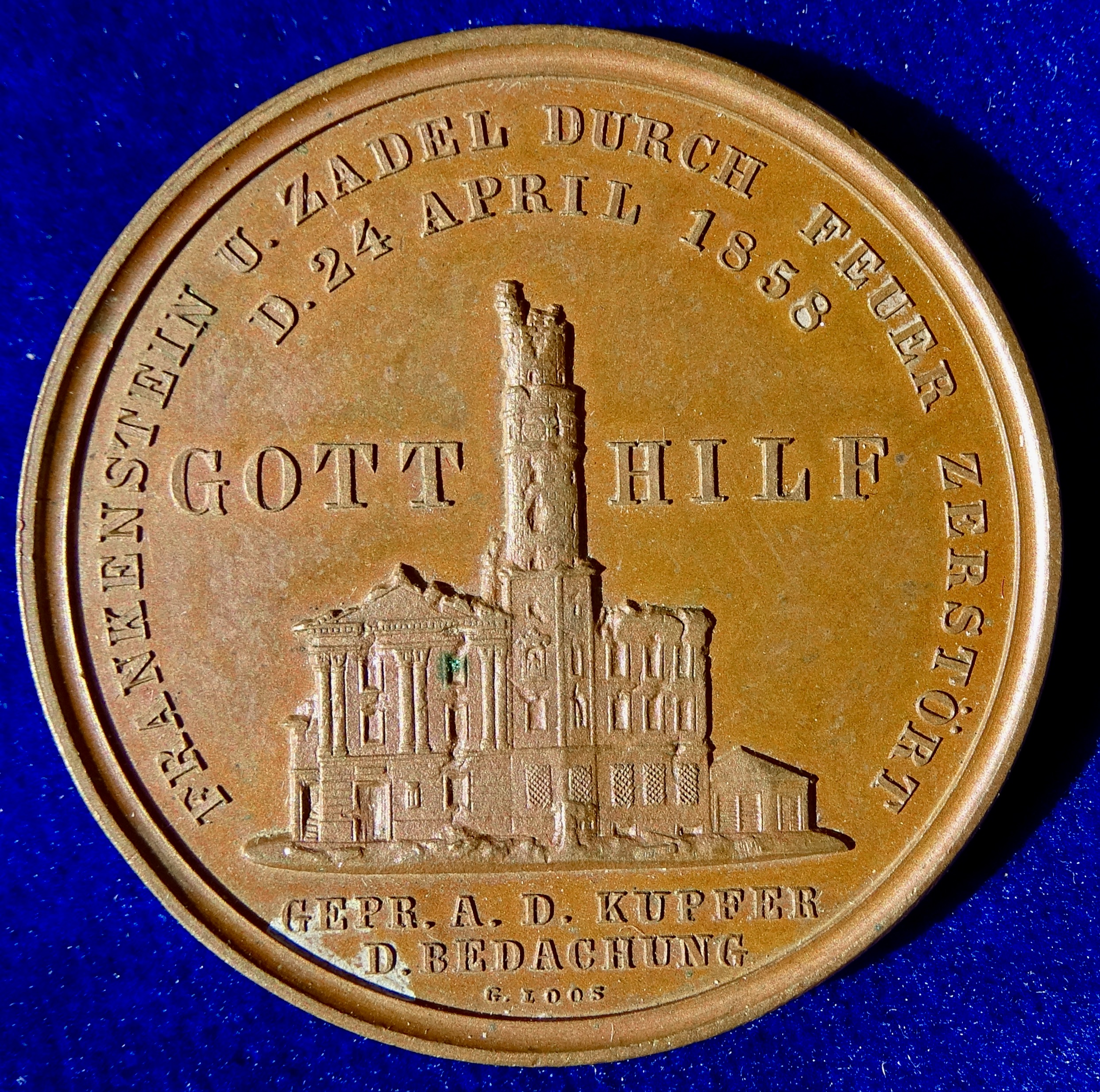
Die Vorderseite dieser Medaille zeigt die Ruine des 1858 vom Feuer zerstörten Rathauses
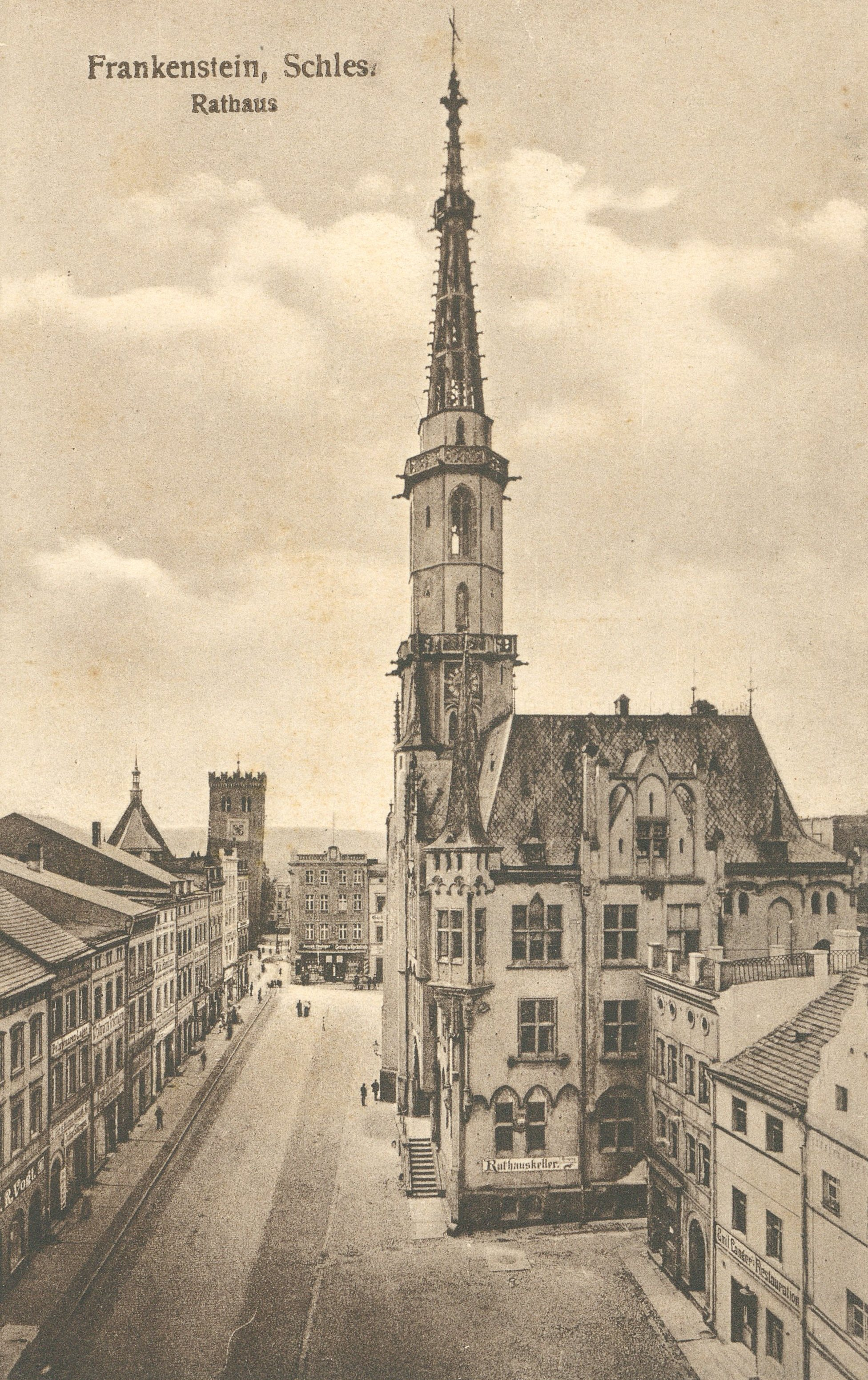
Historische Postkarte – um 1920

## Architektur
Das dreigeschossige Gebäude entstand auf quadratischem Grundriss. Die reichgeschmückte Fassade entstand im Stil der Neogotik mit religiösen und weltlichen thematischen Darstellungen. Im Inneren befindet sich in Ost-West-Ausrichtung die Rathaushalle mit neogotischer Ausstattung und einem repräsentativen Treppenhaus. Im Kellergeschoss befindet sich der Schweidnitzer Keller. Dieser besitzt ein Kreuzrippengewölbe. 
Der 72 m hohe siebengeschossige Rathausturm an der Südwestecke besitzt einen oktogonalen Aufsatz mit einem durchbrochenen Turmhelm. 

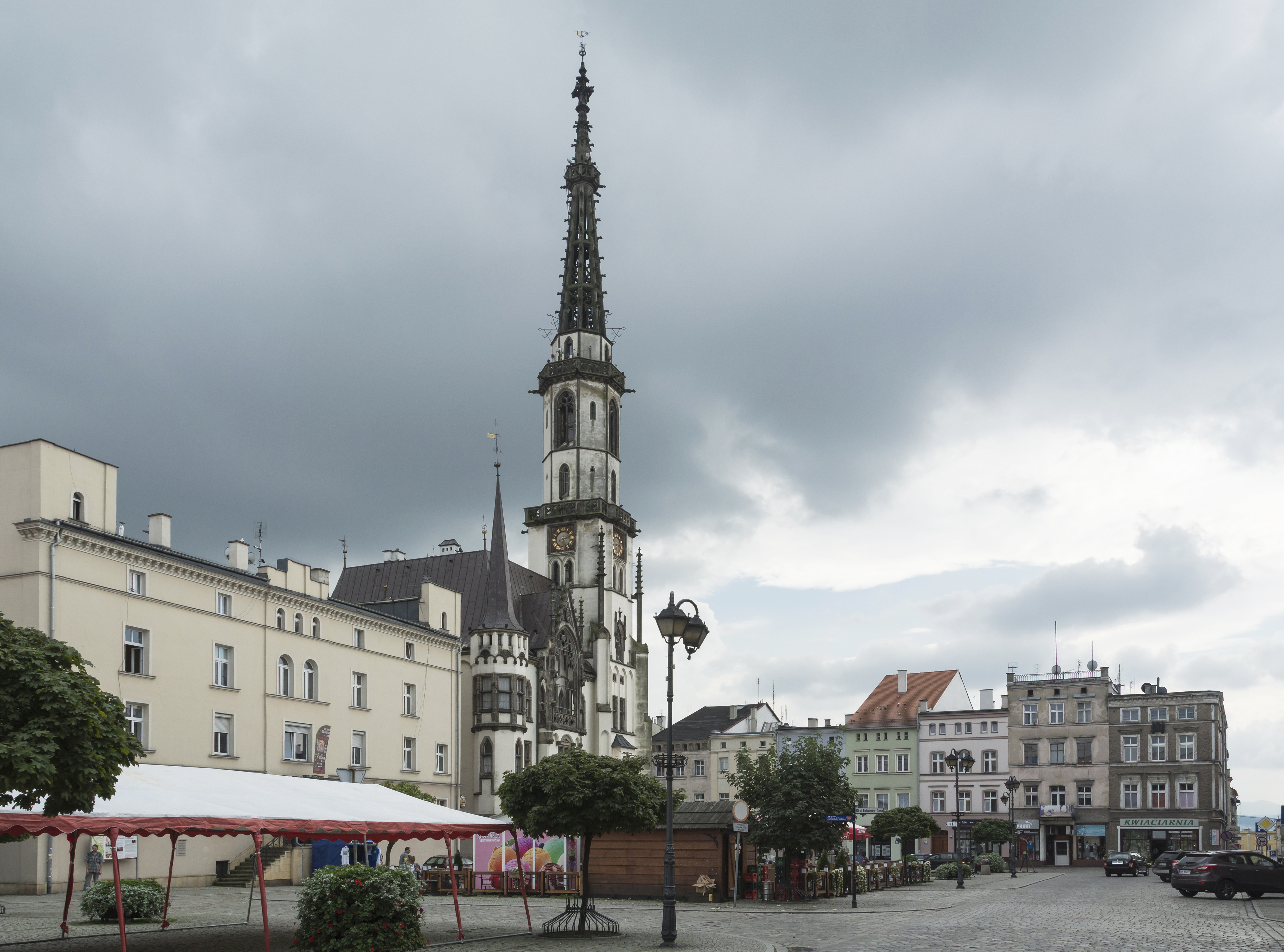
Lage am Ring
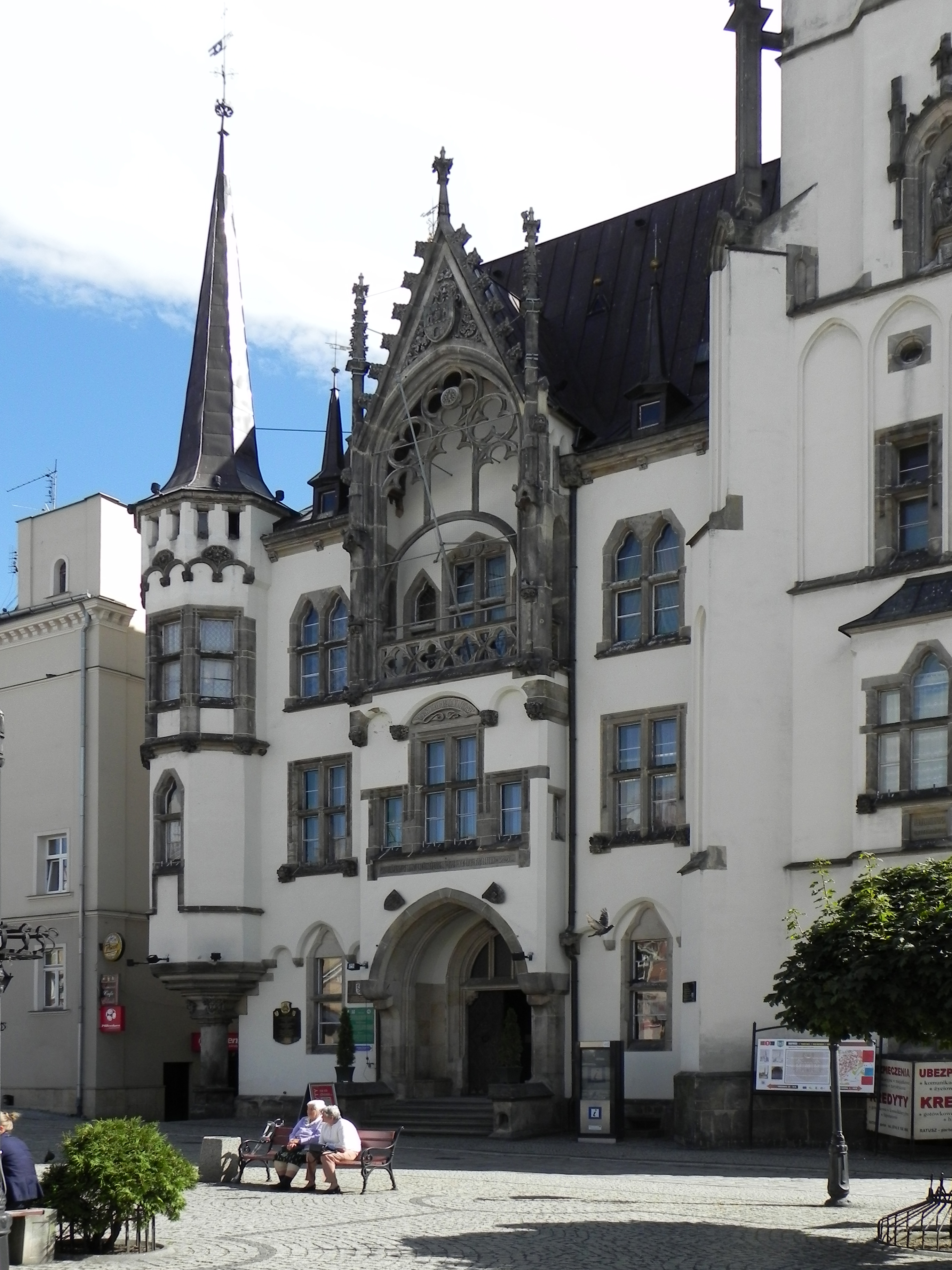
Detailansicht Westfassade
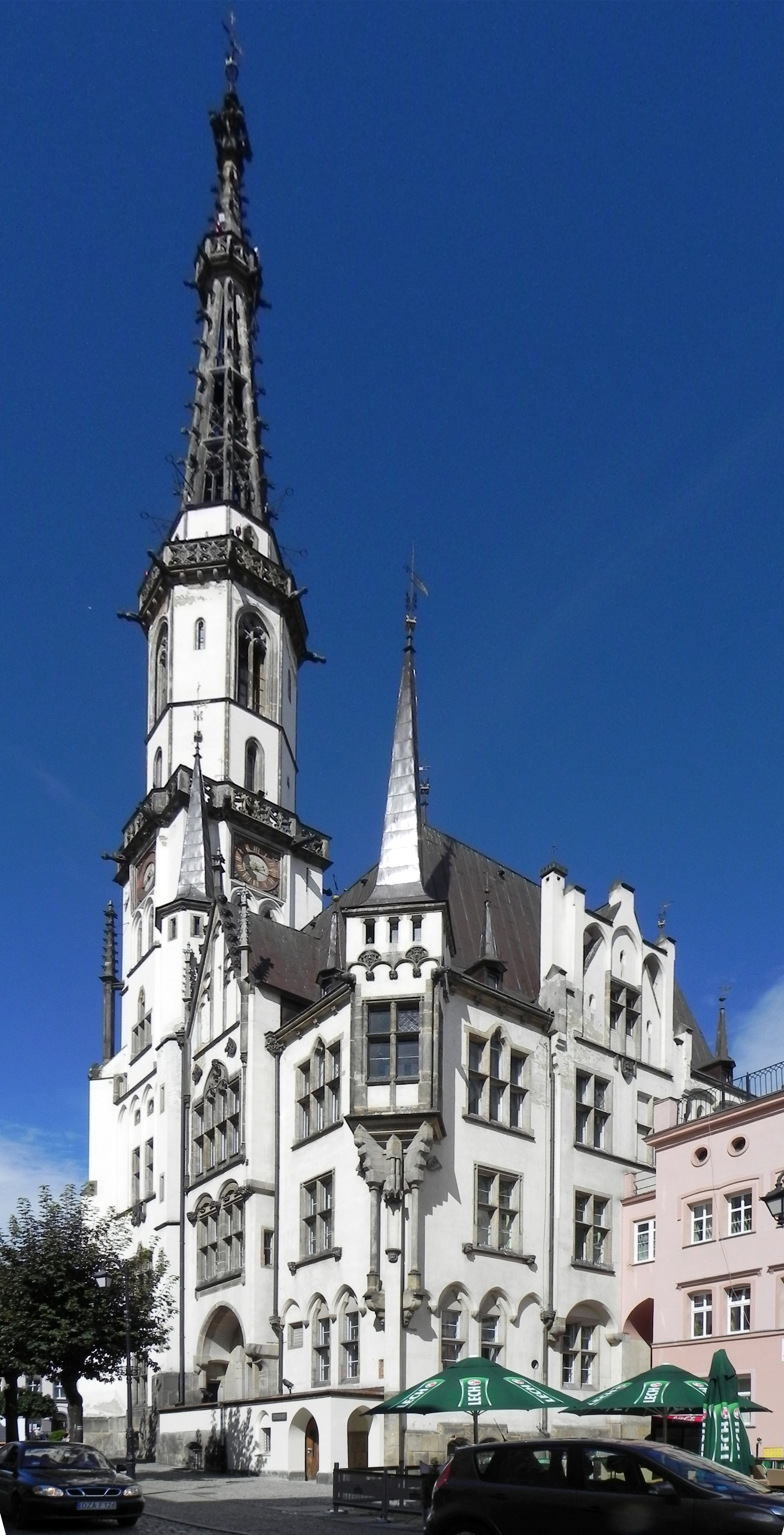
Süd- und Ostfassade
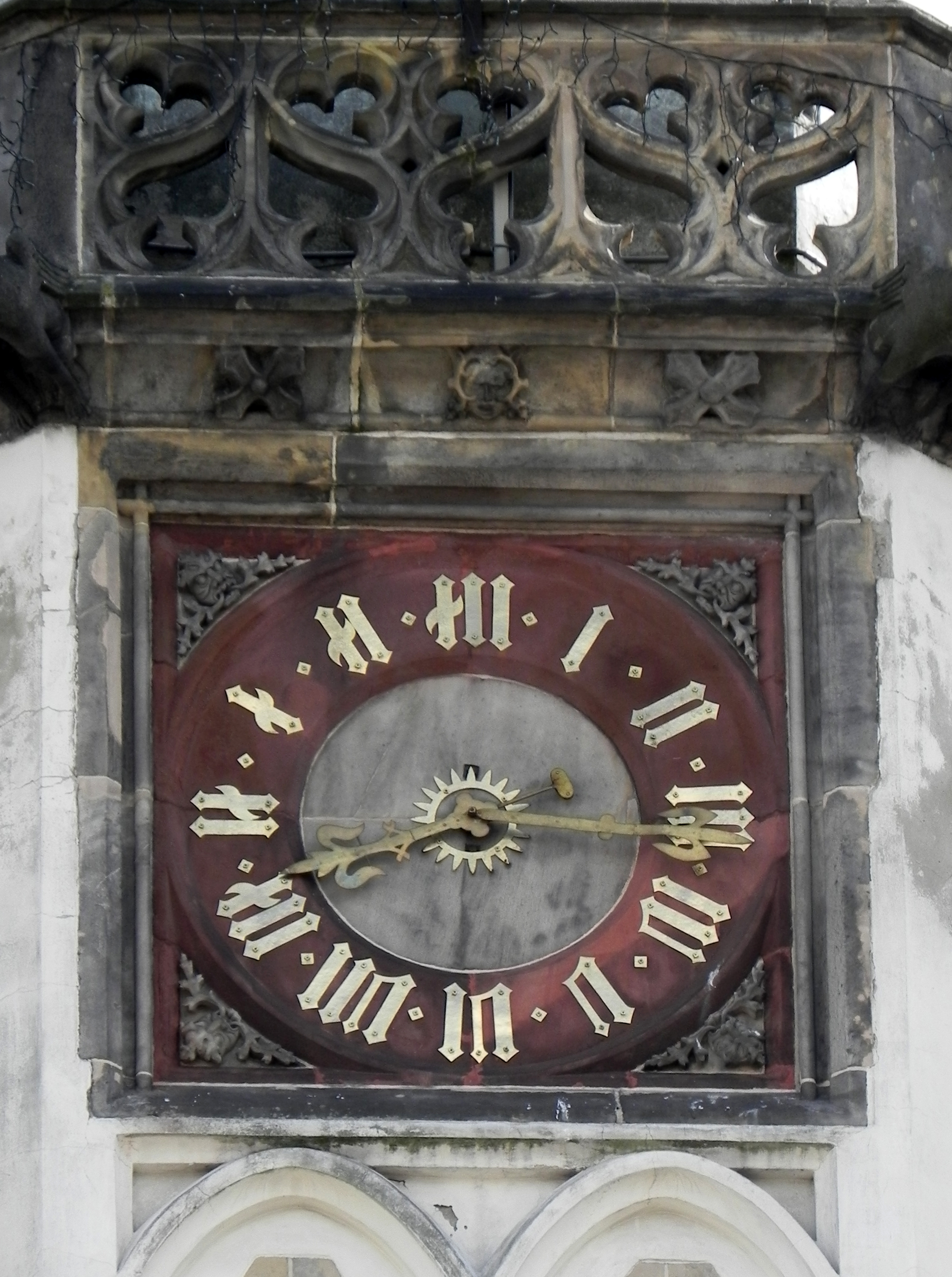
Rathausuhr
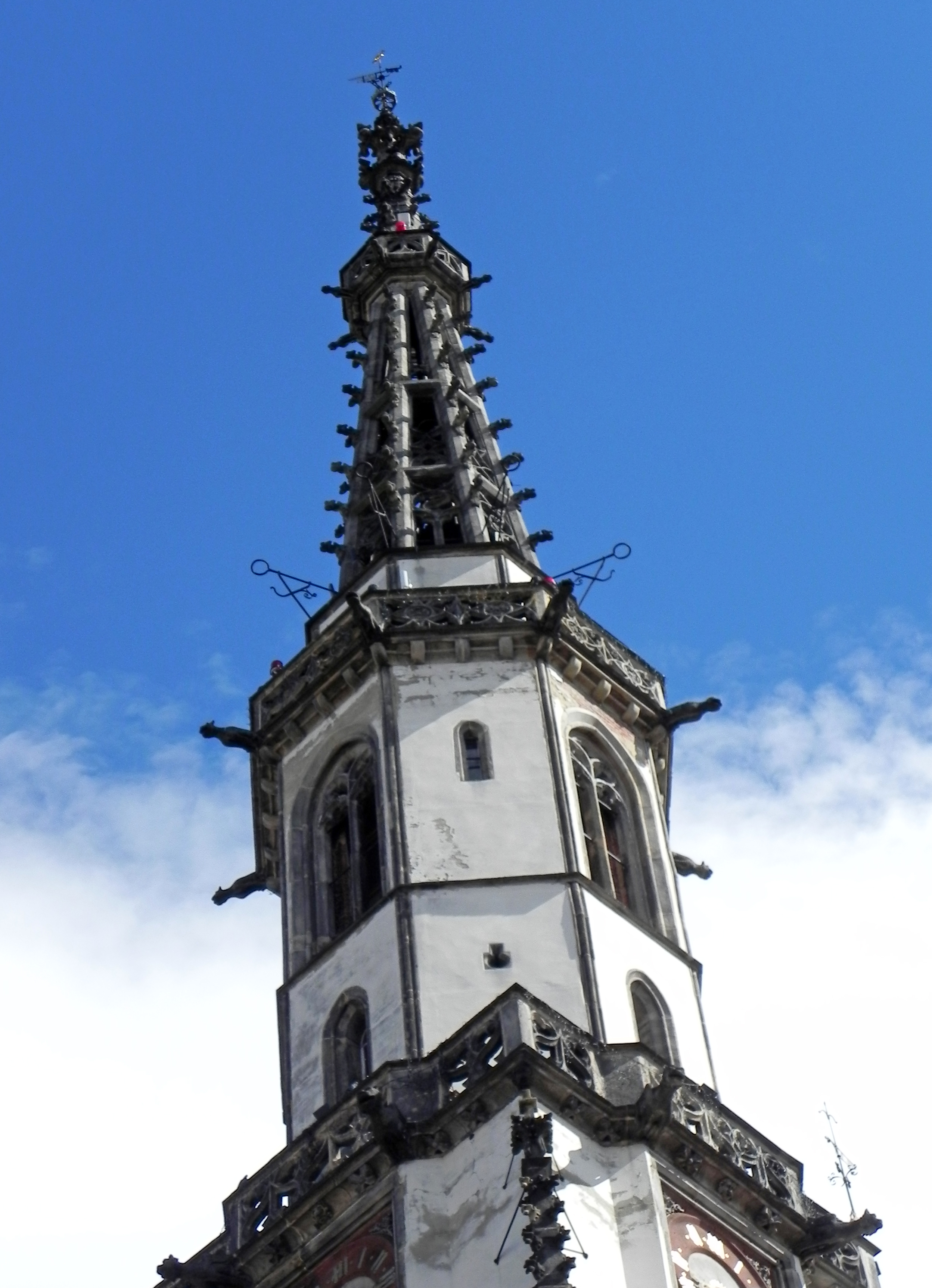
Detail Turmspitze